# Hey Sandy
«Hey Sandy» —traducción literal: «Oye Sandy»— es una canción del grupo de indie rock Polaris, que sirvió como tema de apertura de la serie de televisión de Nickelodeon Las aventuras de Pete y Pete y encabeza el álbum Music from The Adventures of Pete & Pete.

## Letra
La letra completa ha sido motivo de especulación durante los años. La tercera línea (la más difícil de entender) ha sido mantenida en secreto por su compositor, Mark Mulcahy. Las asunciones más comunes sobre esta son «Can you settle to shoot me?» («¿Puedes conformarte con dispararme?») y «Can you settle a sure bet?» («¿Puedes hacer una apuesta segura?»). Otra especulación indica que podría ser una referencia a los tiroteos de la Universidad Estatal de Kent y a Sandra Lee Scheuer (suponiendo que esta es el diminutivo «Sandy» de la canción), aunque el significado real está en debate. Con respecto al misterio de esta línea, Mulcahy dijo en 2015: «Nadie tiene razón. Nada de lo que nadie haya adivinado es correcto (...) Pero, ya sabes, con el tiempo a nadie le va a importar. No sé si quiero llevar [el secreto] a mi tumba. Tal vez lo haga». No obstante, todavía se pueden encontrar traducciones incorrectas de esta letra en los subtítulos de los DVD de Las aventuras de Pete y Pete.[cita requerida]

## Introducción y alusiones
La versión de «Hey Sandy» publicada en el álbum Music from The Adventures of Pete & Pete contiene una narración de Sorrell Booke que dice lo siguiente:

Inglés:
«Jupiter, or Thor, is perfect. We need Atlas for our long-distance stuff. The Titan will be even better. They shouldn't have canceled Navaho. Wait 'til you see our submarines with Polaris»
Traducción en español:

«Jupiter, o Thor, es perfecto. Necesitamos el Atlas para nuestro material de larga distancia. El Titan será incluso mejor. No debieron cancelar el Navaho. Esperen a ver nuestros submarinos con Polaris»

Además de una referencia a la banda Polaris, este fragmento habla de los misiles balísticos intercontinentales de los Estados Unidos diseñados durante la Guerra Fría:
- PGM-19 Jupiter y PGM-17 Thor, dos misiles balísticos de alcance medio
- El Atlas ICBM, el primer misil balístico intercontinental exitoso de Estados Unidos (para «material de larga distancia»)
- El cohete Titan, sucesor de Atlas
- El SM-64 Navaho, un misil de crucero experimental desarrollado por la Fuerza Aérea de los Estados Unidos que fue cancelado
- El UGM-27 Polaris, un misil balístico lanzado desde un submarino

El sample inicial de la canción se corta abruptamente y le sucede otra muestra de una transmisión de radio de la prueba previa al lanzamiento del Apolo 11:

Inglés:

«Attention all personnel, this is CVTS. Base vehicle pre-count operations will start on my mark in 5... 4... 3... 2... 1...»
Traducción en español:

«Atención todo el personal, esto es una transmisión variable continua. Comenzarán las operaciones de conteo previo del vehículo base en la cuenta de 5... 4... 3... 2... 1...»

Ambas muestras fueron tomadas del álbum To The Moon: A Time-Life Records Presentation.